# Чемпіонат світу з легкої атлетики 2019 — естафетний біг 4×400 метрів (чоловіки)

Фінальний забіг

Змагання з естафетного бігу 4×400 метрів серед чоловіків на Чемпіонаті світу з легкої атлетики 2019 у Досі проходили 5-6 жовтня на стадіоні «Халіфа».

## Напередодні старту
На початок змагань основні рекордні результати були такими:
| WR | США Ендрю Валмон, Квінсі Воттс, Батч Рейнольдс, Майкл Джонсон                     | 2.54,29 | Штутгарт | 22 серпня 1993 |
| CR | США Ендрю Валмон, Квінсі Воттс, Батч Рейнольдс, Майкл Джонсон                     | 2.54,29 | Штутгарт |                |
| WL | Техаський університет A&M Брайс Дедмон, Роберт Грант, Кайрі Джонсон, Девін Діксон | 2.59,05 | Остін    | 7 червня 2019  |

Незважаючи на програш чемпіонського титулу Тринідаду і Тобаго у 2017, збірна США вважалась фаворитом змагань, адже до складу американської збірної входили Майкл Норман та Фред Керлі, володарі двох з семи найкращих результатів в історії бігу на 400 метрів (43,45 та 43,64 відповідно).

## Результати

### Забіги
Найкращий час в забігах показали американські спринтери (2.59,89). До фіналу проходили перші три команди з кожного забігу та дві найшвидших за часом з тих, які посіли у забігах місця, починаючи з четвертого.

### Фінал
У фіналі американський квартет підтвердив реноме лідера, вигравши «золото» з найкращим часом у дисципліні за останні 11 років.
| Місце | Команда           | Атлети                                                         | Час     | Примітки |
| ----- | ----------------- | -------------------------------------------------------------- | ------- | -------- |
| 1     | США               | Фред Керлі → Майкл Черрі → Вілберт Лондон → Рай Бенджамін      | 2.56,69 | WL       |
| 2     | Ямайка            | Акім Блумфілд → Нетон Аллен → Террі Томас → Деміш Гей          | 2.57,90 | SB       |
| 3     | Бельгія           | Йонатан Сакор → Робін Вандербемден → Ділан Борле → Кевін Борле | 2.58,78 | SB       |
| 4     | Колумбія          | Джон Перласа → Дієго Паломеке → Джон Соліс → Антоні Самбрано   | 2.59,50 | NR       |
| 5     | Тринідад і Тобаго | Аса Гевара → Джерім Річардс → Деон Лендор → Мачел Седеніо      | 3.00,74 | SB       |
| 6     | Італія            | Давіде Ре → Владімір Ачеті → Маттео Гальван → Едоардо Скотті   | 3.02,78 |          |
| 7     | Франція           | Людві Ваян → Крістофер Налялі → Тома Жордьє → Маме-Ібра Анн    | 3.03,06 |          |
| —     | Велика Британія   | Камерон Чалмерс → Тобі Гарріс → Раба Юсіф → Лі Томпсон         | —       | DNF      |